# Grad Lihtenberk
Grad Lihtenberk (izvirno nemško Lichtenberg) je bil grad pod gradom Bogenšperk nad Šmartnim pri Litiji, ki je bil zgrajen v prvi polovici 13. stoletja.

## Zasnova
Lihtenberk je bil obodni grad z dvonastropnim palacijem in obzidjem.
Danes so vidni le deli palacija.

## Zgodovina
Grad se v zgodovinskih pisnih virih prvič pojavi leta 1223 v omembi tedanjega lastnika gradu, oglejskega ministeriala, Alberta de Lihtenberca; vitezi Lihtenberški so prevzeli grad od grofov Andeških, ti pa od Višjegorskih.
Leta 1250 se grad omenja kot castrum Liechtemberch, leta 1288 kot castrum Leytemberch, leta 1338 kot Pilgrimum de Liechtenberch, leta 1393 in 1396 pa kot Lyechtenberg.
Lihtenberg je bil eden od gradov, ki jih je iz višnjegorsko-andeške dediščine uspel dobiti patriarh Bertold Andeški. Okoli leta 1288 je grad začasno zasedel grof Majnhard III. Goriško-Tirolski, ki ga je oddal naprej v fevd, a je oglejski patriarh kmalu posredoval in povrnil lastništvo gradu v prejšnje stanje. Po smrti Pre(ch)terlina z Lihtenberga, ki je bi verjetno sorodnik Alberta, sta bila 1293 upravnika gradu Blejčana Gebhard Panina in Rochlep. Grad do začetka 15. stoletja ostaja pod oblastjo patriarha, in ni prišel v roke Habsburžanov. Še leta 1406 ga je patriarh Anton II. podelil Nikolaju iz rodu Grajfov, in njegovim bratom, ki so bili vsi Lihtenberški.
Kot doto ga je konec 15. stoletja prejel Boltežar pl. Wagen, ki je bil cesarski oskrbnik na gradu Hošperk v bližini Planine pri Rakeku in Šteberku pri Cerknici ter zastavni gospod gradu Kostel nad Kolpo.
V tem času je bil sam grad v že zelo slabem stanju, zato je bil sedež gospoščine preseljen na bližnji grad Bogenšperk. Usodo gradu je leta 1511 zapečatil potres, ki je še dodatno poškodoval slabo poslopje. Konec 16. stoletja je grad bil v lasti Janeza Danijela pl. Wernegka, ki ga je še pred 1607 prodal Francu Krištofu Schwabu pl. Lichtenbergu.  Leta 1634  je pl. Jurij Kheysell, poplemeniteni ljubljanski meščan in trgovec, poročen s plemkinjo Regino Elizabeto Schwab pl. Lihtenberg podedoval grad Lihtenberg. Čez štiri leta je kupil še Bogenšperk in Lihtenberk porušil in uporabil razvaline za utrjevanje in popravilo Bogenšperka; to početje je nadaljeval tudi Valvazor, ki je posest kupil skupaj z Bogenšperkom in Črnim potokom septembra 1672,